# Svensktoppen 2001
Svensktoppen 2001 dominerades av Åsa Jinder & CajsaStina Åkerström med melodin Av längtan till dig'
, som under året låg på Svensktoppen i 25 veckor. Från Melodifestivalen 2001 blev "Kom hem" med Barbados mest framgångsrika melodi, och låg på Svensktoppen i totalt 12 veckor, och melodin slutade på femte plats över mest framgångsrika melodier på Svensktoppen under 2001. En annan framgångsrik melodi från Melodifestivalen 2001 var balladen "I går, i dag" med Sanna Nielsen, som med 14 veckor på Svensktoppen slutade på nionde plats över mest framgångsrika melodier på Svensktoppen under 2001.

## Årets Svensktoppsmelodier 2001
| Nr | Sång                           | Framförd av                             | Poäng      | Antal veckor |
| -- | ------------------------------ | --------------------------------------- | ---------- | ------------ |
| 1  | Av längtan till dig            | Åsa Jinder & CajsaStina Åkerström       | 9554 poäng | 25 veckor    |
| 2  | När ditt hjärta slår för någon | Kellys                                  | 7571 poäng | 23 veckor    |
| 3  | Vår sista dans                 | Benny Anderssons Orkester/Helen Sjöholm | 7418 poäng | 18 veckor    |
| 4  | Livet går ej i repris          | Vikingarna                              | 7325 poäng | 21 veckor    |
| 5  | Kom hem                        | Barbados                                | 4329 poäng | 12 veckor    |
| 6  | Kom tätt intill dansa nära     | Schytts                                 | 4131 poäng | 19 veckor    |
| 7  | Tomma löften                   | Fernandoz                               | 4067 poäng | 20 veckor    |
| 8  | Sommar                         | Idolerna                                | 3705 poäng | 12 veckor    |
| 9  | I går, i dag                   | Sanna Nielsen                           | 3632 poäng | 14 veckor    |
| 10 | I mina skor                    | Alf Robertson                           | 3358 poäng | 10 veckor    |
| 11 | En dans i morgonsolen          | Martinez med Henrik Åberg               | poäng 3099 | 16 veckor    |
| 12 | Att älska någon så             | Vikingarna                              | Poäng 3064 | 13 veckor    |
| 13 | Ingen är som du min Kära       | Thorleifs                               | Poäng 2973 | 13 veckor    |
| 14 | Här kommer kärleken            | Idolerna                                | poäng 2910 | 9 veckor     |
| 15 | Ängel i natt                   | Hedez                                   | Poäng 2441 | 13 veckor    |